# Acueducto del Puente de San José de Montanejos
El acueducto del Puente de San José, en Montanejos, en la comarca del Alto Mijares (España), es una infraestructura territorial, de carácter hidráulico. Está catalogada como Bien de Relevancia Local, con la categoría de espacio etnológico de interés local, con código 12.08.079-005, y fecha de publicación en el BOP 6 de marzo de 2012
Se localiza en el propio núcleo poblacional de Montanejos, a unos 300 metros de la Plaza de España, al final de la calle Santa Bárbara.

## Descripción
Se trata de un puente que se construyó a principios del siglo XIX, en concreto en 1803, para cruzar el río Montán. Está construido mediante tres grandes arcos de medio punto, utilizándose como material constructivo piedra. Se le conoce como “acueducto” porque por debajo de él circula una acequia que lleva agua para el riego hasta La Alquería.
Este puente de Montanejos continuaba el antiguo camino de Valencia. Su longitud es de 48 metros y la altura es aproximadamente de unos 10 metros.
Más o menos a la mitad del puente existen dos hornacinas, una a cada lado del mismo, en las cuales existen unas placas cerámicas representando, respectivamente a la Virgen de los Desamparados y a San José, ambos patrones de la ciudad de Valencia.
Fue restaurado durante 2008 y gracias a esta intervención se instaló un sistema especial de iluminación y se recuperó el estado original de las imágenes cerámicas, lo que permitió datar la de la Virgen como posterior a la construcción del puente, lo que se confirma por el nombre que siempre se le ha dado al puente, Puente de San José, sin hacer referencia alguna a la Virgen de los Desamparados.